# Gameforge
La Gameforge AG (precedentemente Gameforge GmbH) è un'azienda sviluppatrice di videogiochi. È specializzata nei Browser game e nei MMORPG. Fondata nel 2003, da Klaas Kersting e Alexander Rösner, è diventata celebre grazie al successo del browser game Ogame. Oggi la Gameforge diffonde i suoi giochi in tre continenti: Asia, America e Europa, e conta più di 40 milioni di giocatori attivi.
L'azienda, con sede a Karlsruhe, in Germania, è in rapida evoluzione, nel settembre 2006, è passata dall'essere una Gesellschaft mit beschränkter Haftung (società a responsabilità limitata) a Aktiengesellschaft (società per azioni).

## La società
La Gameforge, meglio conosciuta come GF, produce essenzialmente browser game, ma si è dedicata anche a giochi del tipo MMORPG.
L'accesso ai giochi è gratuito ma alcuni giochi possiedono dei servizi a pagamento, che conferiscono bonus ai propri personaggi.
Oltre alle opzioni a pagamento, lo Staff del gioco di ogni prodotto è costituito dagli operatori e dai super operatori che si occupano del supporto tecnico, della correzione delle traduzioni e del rispetto delle regole; lo staff del forum è composto da moderatori e super moderatori, che si occupano della gestione e dell'andamento delle community dei vari forum ufficiali messi a disposizione dalla società stessa (questi, invece, sono completamente gratuiti). Sui forum, i giocatori possono segnalare i malfunzionamenti dei giochi (bugs) e i problemi o le migliorie del forum/gioco, bug che tuttavia nella stragrande maggioranza dei casi dovrà essere sottoposto all'attenzione dello staff degli sviluppatori originali dei vari giochi al fine di ottenere,dopo lunghi periodi di tempo,un "fix". Lo staff del forum si occupa di segnalare queste informazioni alla GameForge.
Questo sistema di gestione, può portare a difficoltà per gli utenti nel momento in cui si vuole di contattare i manager o l'azienda stessa: per questo motivo è stato istituito il grado più alto all'interno dello staff (quindi sia del forum che del gioco), il community manager (CoMa), nominato dalla GameForge stessa e che mantiene legami stretti tra l'utenza e l'azienda. Un community manager dirige varie comunità virtuali.
Il supporto per i problemi che riguardano i pagamenti (GamePay), è gestito da un servizio indipendente di dipendenti dell'azienda ed è unico per tutti i prodotti.

## I videogiochi
Quelli creati e la cui gestione è affidata alla Gameforge sono giochi prevalentemente di strategia (gestione/combattimento) multigiocatori, ambientati di solito in mondi immaginari. La maggior parte sono Browser game, ma la Gameforge ha iniziato ad allargare il proprio raggio d'azione ai giochi client, questi ultimi sono gestiti dalla GF, ma non da essa creati.

### Giochi sviluppati o gestiti dall'azienda
- 4Story
- AION Free-to-Play
- AirRivals
- Battleknight
- BiteFight
- Elsword
- Gladiatus
- Goblin Keeper
- HEX: Shards of Fate
- Ikariam
- KingsAge
- Metin2
- NosTale
- OGame
- Orcs Must Die! Unchained
- Runes of Magic
- WildGuns

### Giochi chiusi o non più gestiti dall'azienda
- Andaloria
- Cabal Online
- Civil attack
- Couch Potatoes
- Dark Pirates
- Desertwar
- Europe1400
- Freewar
- Funfari
- Get7
- Goalunited
- Hellbreed
- Heropolis
- Herrcot
- Katsuro
- MageFight
- MetalDamage
- Monster Saga
- Mythos
- Nox Mortis
- Oceanfight
- Piratenkriege
- RageClaw
- Ryzom
- Seaskulls
- Second Home
- Space4k
- S.K.I.L.L. - Special Force 2
- Tanoth
- Travian
- Tribals
- Ufo Robot
- Vendetta1923
- WarpFire
- Wizard 101
- X-Wars

### Descrizione videogiochi
| Nome del gioco | Genere                | Tipologia    | Classi | Elementi di base | Grafica          |
| -------------- | --------------------- | ------------ | --- | --- | ---------------- |
| 4Story         | Fantasy               | Client Game  | Arciere, Mago, Sacerdote, Guerriero, Cavaliere dell'oscurità, Evocatore. (Felini, Umani, Fate)                         | Balestra, Arco, Verga, Bacchetta, Chakram, Spada a una mano, pugnale, Spada a due mani, Scudo, Elmo, Corazze, Guanti e Armature varie. | 3D               |
| AirRivals      | Futuristico, Spaziale | Client Game  | A-gear, B-gear, I-gear, M-gear                                                                                         | | 3D               |
| Battleknight   | Medievale             | Browser Game | | |                  |
| Bitefight      | Horror                | Browser Game | Vampiri o Lupi-mannari                                                                                                 | Armi, Elmi e Armature |                  |
| Cabal Online   | Fantastico            | Client Game  | Spadaccino, Guerriero, Mago, Arciere                                                                                   | Classi diverse, abilità (combattimento, magia), equipaggiamenti vari, altri oggetti (pozioni ecc.)                                     | 3D               |
| Elsword        | Fantastico            | Client Game  | Spadaccino, Arciere, Mago, Androide, Artigliere, Lanciere, Add                                                         | Magia e equipaggiamenti | Mappe 2D, NPG 3D |
| Europe 1400    | Medievale             | Browser Game | Un cittadino (Sistema dinastico)                                                                                       | Gestione dell'economia, 6 mestieri da scegliere, potere politico                                                                       |                  |
| Gladiatus      | Antichità             | Browser Game | Un Gladiatore | Una spada, uno scudo, oro e beni primari                                                                                               |                  |
| Ikariam        | Antichità             | Browser Game | Impero insulare | Colonizza le altre isole per espandere il tuo impero.                                                                                  |                  |
| Katsuro        | Orientale             | Browser Game | Un Samurai | Una Wakizashi, una Tonfa |                  |
| KingsAge       | Medievale             | Browser Game | Un re | Un villaggio, altri villaggi |                  |
| Metin2         | MMORPG Fantastico     | Client Game  | Guerriero, Sura, Ninja, Shamano, Lican e rispettive specializzazioni (eccetto Lican, che ha una sola specializzazione) | Equipaggiamenti | 3D               |
| NosTale        | MMORPG Fantastico     | Client Game  | Avventuriero, Spadaccino, Mago, Arciere o Artista marziale con differenti specialisti.                                 | Magia e vari equipaggiamenti. | 3D               |
| OGame          | Futuristico, Spaziale | Browser Game | Impero galattico | Un pianeta e varie risorse. |                  |
| RageClaw       |                       | Browser Game | | |                  |
| Runes Of Magic | MMORPG Fantastico     | Client Game  | Guerriero, Mago, Ladro, Ranger, Chierico, Cavaliere, Stregone, Campione, Druido, Guardiano,                            | Open World, Crafting, Multiclasse, Eventi stagionali, Magie e rune                                                                     | 3D               |
| Tanoth         | Fantastico            | Browser Game | Un guerriero | Equipaggiamenti e quindici Pietre di Sangue                                                                                            |                  |
| WildGuns       | Far West              | Browser Game | Cowboy, Indiani, Messicani                                                                                             | Colonizzazioni/conquiste di villaggi                                                                                                   |                  |
| Hellbreed      | Avventura             | Hack'n'Slash | | |                  |